# 2-metossietanolo
Il 2-metossietanolo (o monometiletere del glicol etilenico o metilcellosolve) è un alcol di formula CH3OCH2CH2OH contenente un legame etereo.
A temperatura ambiente si presenta come un liquido incolore dall'odore di etere. È un composto tossico per la riproduzione, infiammabile e nocivo, che colpisce principalmente il midollo osseo e i testicoli. Un'esposizione prolungata a livelli elevati può provocare granulocitopenia e, negli uomini, oligospermia e azoospermia. Esso è inoltre embriotossico e teratogeno in molte specie.
Trova principalmente impiego come solvente industriale.